# Polyscias hawaiensis
Polyscias hawaiensis är en araliaväxtart som först beskrevs av Asa Gray, och fick sitt nu gällande namn av Lowry och G.M.Plunkett. Polyscias hawaiensis ingår i släktet Polyscias och familjen Araliaceae. Inga underarter finns listade.